# ألكسندر كرايغر
ألكسندر كرايغر (بالألمانية: Alexander Krieger) هو دراج ألماني، ولد في 28 نوفمبر 1991 في شتوتغارت في ألمانيا.

## وصلات خارجية
- ألكسندر كرايغر على موقع الاتحاد الدولي للدراجات (الإنجليزية)
- ألكسندر كرايغر على موقع أرشيف الدراجات (الإنجليزية)
- ألكسندر كرايغر على موقع إحصائيات الدراجات الإحترافية (الإنجليزية)
- ألكسندر كرايغر على موقع نسبة الدراجات (الإنجليزية)
- ألكسندر كرايغر على موقع CycleBase (الإنجليزية)